# Velika loža Paname
Velika loža Paname je prostozidarska velika loža v Panami, ki je bila ustanovljena 16. aprila 1916.
Združuje 13 lož, ki imajo skupaj 387 članov.